# آلبرتو کیروس
آلبرتو کیروس (انگلیسی: Alberto Queiros؛ زادهٔ ۲۸ آوریل ۱۹۷۸) بازیکن فوتبال اهل فرانسه است.